# Anillo Periférico (Ciudad de Guatemala)
El Anillo Periférico de la ciudad de Guatemala oficialmente el Bulevar Adolfo Mijangos López es una de las carreteras más importantes de la capital. Se construyó durante la administración del alcalde Manuel Colom Argueta.

## Historia
La obra comienza a planearse en 1952 cuando se construyó la carretera CA-9 Norte. Su primera fase se comenzó a construir en 1973 conectando las zonas 1. 2 y 6 con las zonas 7, 11 y 12 y así descongestionar las principales vías tales como la Calzada Aguilar Batres, Avenida Bolívar, y el Centro Histórico de la ciudad. Como complemento se construye el puente El Incienso financiado por el Gobierno Central del coronel Carlos Manuel Arana. En el momento de su construcción, ya beneficiaba a más de 125 mil personas.
El 30 de septiembre de 2019, comienza a funcionar la línea 7 de Transmetro y su ruta recorre en todo el anillo periférico.
En junio de 2024, comienza sus operaciones las rutas 801 y 802 del TuBus comenzando su ruta en la colonia Bethania en zona 7 capitalina, entra al anillo periférico hacia el sur hasta la 16 calle donde se incorpora a la Diagonal 24 en la misma zona.

## Descripción
El anillo periférico cruza con otras vías.
- Calzada Raúl Aguilar Batres
- Diagonal 17 y 10a. Avenida
- 13 Calle
- 27 Avenida
- Calzada Roosevelt
- Calzada San Juan
- 16 Calle
- Bulevar El Naranjo
- 13 Avenida
- Carretera CA-9